# Alexander Campbell
Alexander Campbell (Sydney, 1986) è un ex ballerino e direttore artistico australiano naturalizzato britannico, primo ballerino del Royal Ballet dal 2016 al 2024.

## Biografia
Nato e cresciuto a Sydney, Alexander Campbell ha iniziato a danzare all'età di cinque anni. Nel 2003 è stato ammesso alla Royal Ballet School e nello stesso anno è stato uno dei finalisti per il Prix de Lausanne.
Nel 2005 ha fatto il suo debutto sulle scene come ballerino di fila del Birmingham Royal Ballet, dove è stato successivamente promosso al rango di solista nel 2007 e primo solista nel 2009; con la compagnia ha danzato ruoli sia secondari che da protagonista, quali Romeo e Mercuzio in Romeo e Giulietta, Franz in Coppelia, l'eponimo protagonista di Petruška e i tre principi ne La bella addormentata, Cenerentola e Lo schiaccianoci.
Nel 2011 si è unito al Royal Ballet come solista, per poi essere promosso primo solista l'anno successivo. In veste di solista, Campbell ha danzato ruoli di rilievo nel repertorio del Royal Ballet, tra cui Lescaut ne L'histoire de Manon, Basilio in Don Chisciotte, Franz in Coppélia, Bratfisch in Mayerling, Florestan ne La bella addormentata, l'idolo di bronzo ne La Bayadère, l'eponimo protagonista de Lo schiaccianoci e Mercuzio in Romeo e Giulietta.
Dopo la promozione a primo ballerino della compagnia nel giugno del 2016, Campbell ha ampliato notevolmente il proprio repertorio. Immediatamento dopo la promozione, ha danzato come partner di Roberta Marquez nel suo addio alle scene con La fille mal gardee, per poi inaugurare una proficua partnership artistica con Francesca Hayward, accanto a cui ha danzato come principe Florimund ne La bella addormentata (2017), il principe Coqueluche ne Lo schiaccianoci (2018), Albrecht in Giselle (2018), Des Grieux in Manon (2018) e Siegfried ne Il lago dei cigni (2022). Nel 2024 ha dato il suo addio al Covent Garden, danzando come Des Grieux in Manon, per poi diventare direttore artistico della Royal Academy of Dance.
È sposato con Claire Calvert, prima solista al Royal Ballet, dal 2022 e la coppia ha avuto una figlia.